# Squawk (album)
Squawk – drugi album studyjny brytyjskiego zespołu Budgie. Płyta nagrana została w 1972, a jej producentem był Rodger Bain. W tym samym roku we wrześniu nastąpiło wydanie LP przez wytwórnię płytową MCA Records. Kompozytorami wszystkich utworów byli członkowie grupy: Burke Shelley, Tony Bourge i Ray Phillips. W 1973 album uzyskał statut złotej płyty. Autorem okładki jest brytyjski plastyk Roger Dean.

## Lista utworów
Strona A
| 1. | „Whiskey River”            | 3:27  |
|    |                            |       |
| 2. | „Rocking Man”              | 5:25  |
|    |                            |       |
| 3. | „Rolling Home Again”       | 1:47  |
|    |                            |       |
| 4. | „Make Me Happy”            | 2:37  |
|    |                            |       |
| 5. | „Hot as a Docker's Armpit” | 5:53  |
|    |                            |       |
|    |                            | 19:09 |
|    |                            |       |
Strona B
| 6. | „Drugstore Woman”  | 3:14  |
|    |                    |       |
| 7. | „Bottled”          | 1:57  |
|    |                    |       |
| 8. | „Young Is a World” | 8:14  |
|    |                    |       |
| 9. | „Stranded”         | 6:17  |
|    |                    |       |
|    |                    | 19:42 |
|    |                    |       |
Dodatkowe nagrania na CD wydanym w 2004
| 10. | „Whiskey River” (wersja singlowa ze strony A) | 2:39  |
|     |                                               |       |
| 11. | „Stranded” (wersja alternatywna)              | 6:19  |
|     |                                               |       |
| 12. | „Whiskey River” (wersja 2003)                 | 3:20  |
|     |                                               |       |
| 13. | „Rolling Home Again” (wersja 2004)            | 1:38  |
|     |                                               |       |
|     |                                               | 13:56 |
|     |                                               |       |

## Muzycy
- Burke Shelley – śpiew, gitara basowa
- Tony Bourge – gitara elektryczna
- Ray Phillips – perkusja

## Informacje uzupełniające
- Zdjęcia – Richard Sacks
- Projekt okładki, praca plastyczna (front okładki) – Roger Dean
- Nota na okładce – Ray Dorsey